# 中華武士会
天津中華武士會（てんしんちゅうかぶしかい）は、辛亥革命直後の1912年（民国初年）に、中華民国大総統であった袁世凱の主導によって、天津に設立された武術団体。全国の武術家たちの友和団結と熱烈な愛国心を謳い設立された、右翼的な性格も色濃い団体でもあった。
袁世凱の失脚後の1916年には自然消滅するが、その役割は後の南京中央国術館に引き継がれた。
会長には大総統府親衛隊の武術教官あった李瑞東（楊式府内派太極拳）が、副会長兼総教務には、馬鳳図（劈掛拳・八極拳）、教務主任には李存義（形意拳）が選ばれた。
この他にも中華武士会には張占魁（形意拳）、肖公輔（劈掛拳）、張景星（八極拳）、李書文（八極拳）、馬英図（馬鳳図の弟、劈掛拳・八極拳）など、錚々たる達人たちが集い教鞭をとっていた。
国家制定太極拳の「簡化二十四式太極拳」に関わった、李天驥の父李玉琳も1924年頃李存義に形意拳を学んだ。